# Dürrüşehvar Sultan (figlia di Abdülmecid II)
Hatice Hayriye Ayşe Dürrüşehvar Sultan (turco ottomano: خدیجه خیریه عائشه درشهوار سلطان, lett. "fanciulla rispettosa", "benedizione", "vita" e "perla regale", da sposata: Durru Shehvar Durdana Begum Sahiba, principessa di Berar; Istanbul, 26 gennaio 1914 – Londra, 7 febbraio 2006) è stata una principessa ottomana naturalizzata indiana, figlia del califfo Abdülmecid II e della quarta consorte Mehisti Hanim. Era una principessa indiana per matrimonio, avendo sposato Azam Jah, figlio di Osman Asif Jah, ultimo Nizam di Hyderabad.

## Biografia

### Origini

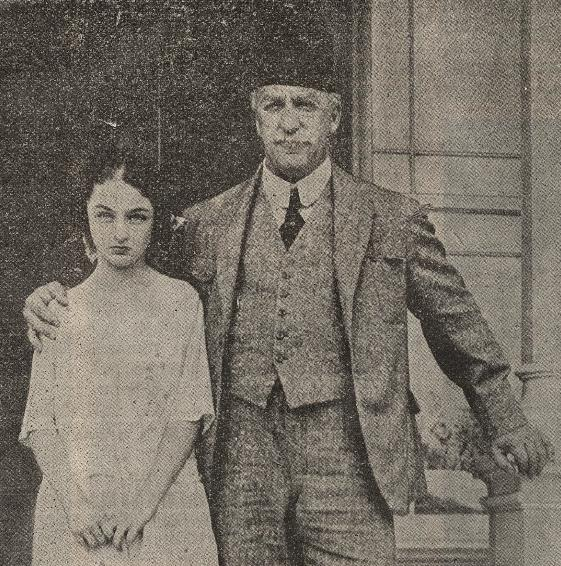
Dürrüşehvar Sultan con suo padre Abdülmecid II (1922)

Hatice Hayriye Ayşe Dürrüşehvar Sultan nacque il 26 gennaio 1914 a Palazzo Çamlıca, a Istanbul. Suo padre era il futuro Abdülmecid II, ultimo erede ufficiale dell'Impero ottomano e ultimo califfo del mondo islamico, figlio del sultano Abdülaziz, mentre sua madre era la sua quarta consorte Mehisti Hanim. Aveva un fratellastro maggiore, Şehzade Ömer Faruk. Era molto vicina a suo padre, che era solito portarla in macchina con lui quando si recava alle preghiere del venerdì, malgrado le critiche del popolo che lo riteneva inappropriato.

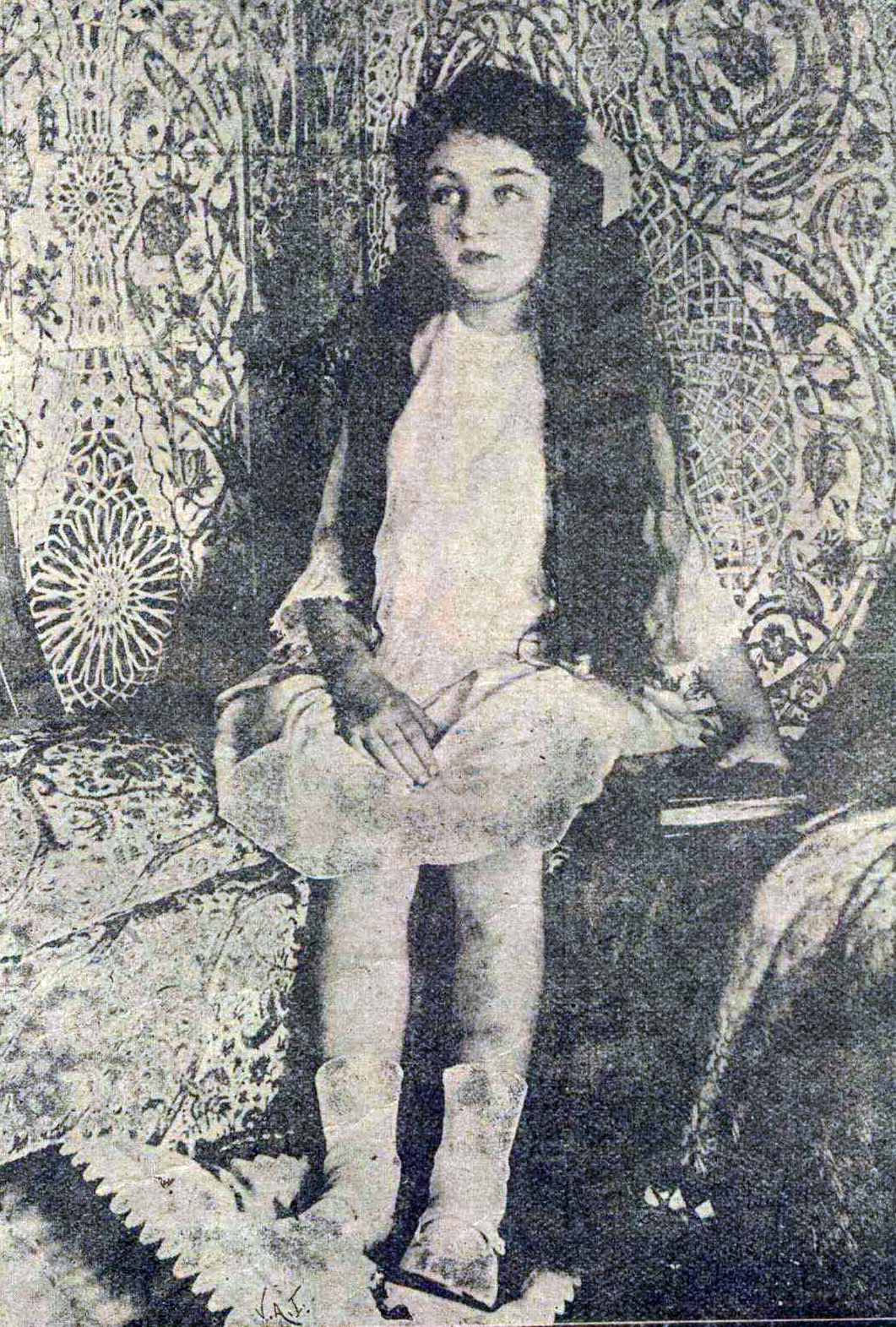
Dürrüşehvar Sultan all'età di cinque anni (1919)

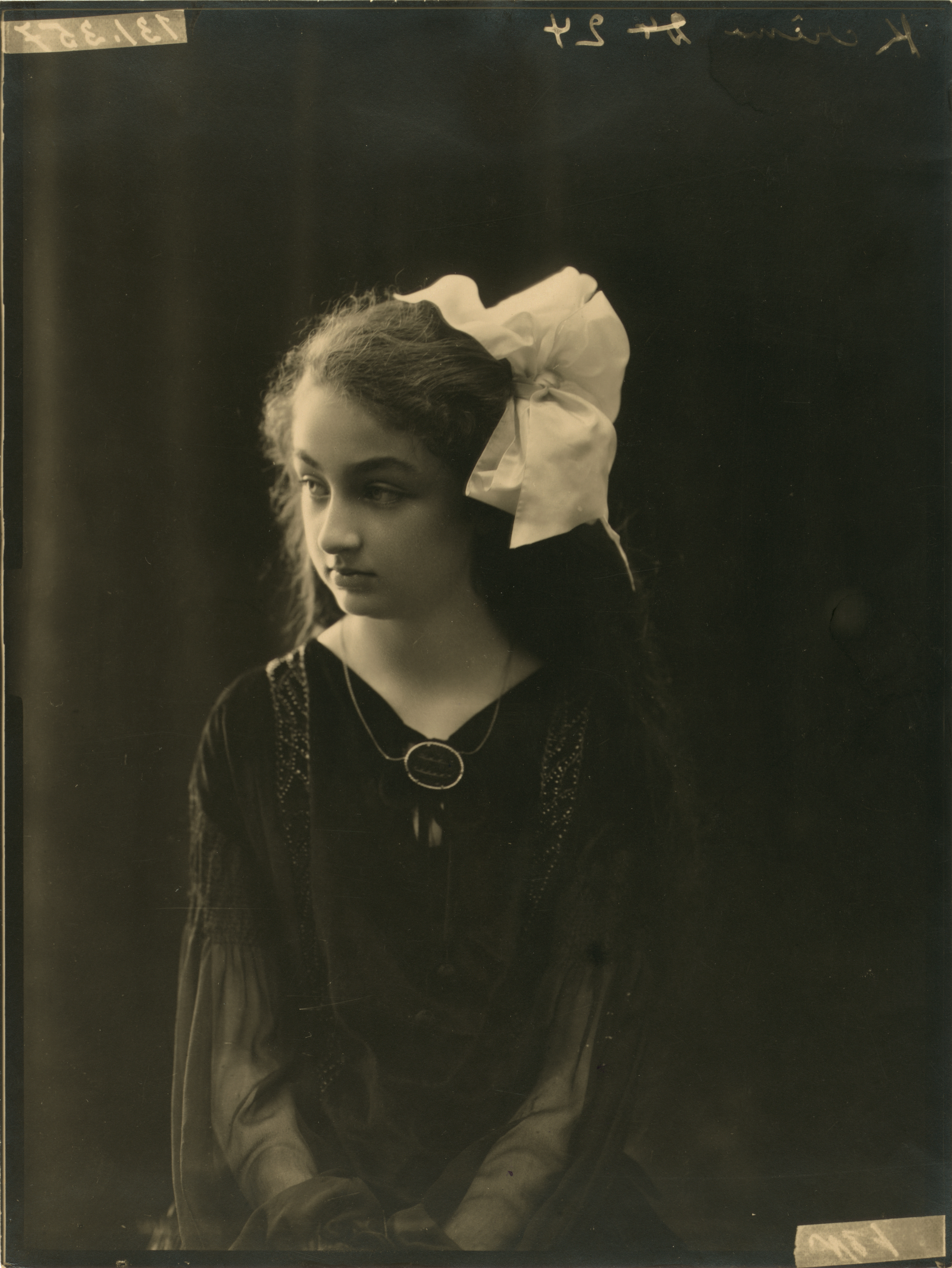
Dürrüşehvar Sultan all'età di dieci anni (1924)

Nel marzo 1924, il califfato fu abolito (due anni prima Mehmed VI, ultimo sultano, era stato deposto e il sultanato abolito, mentre l'erede, appunto Abdülmecid II, fu dichiarato solo califfo, una figura di rappresentanza religiosa) e la dinastia ottomana fu esiliata, così Dürrüşehvar e il resto della sua famiglia raggiunsero suo padre e suo fratello in Svizzera, per poi trasferirsi a Nizza, in Francia. Economicamente in rovina, ottennero il supporto della British Red Crescent Society, che fece appello alle varie nobiltà mussulmane sunnite del mondo per aiutare il califfo e la sua famiglia. In particolare, ottennero finanziamenti dal principe indiano Osman Asaf Jah VII, Nizam di Hyderabad e all'epoca uno degli uomini più ricchi del mondo, che accettò di versare al califfo una pensione vita natural durante di 300 sterline mensili, più delle somme una tantum a diversi membri della sua famiglia.

### Matrimonio e divorzio

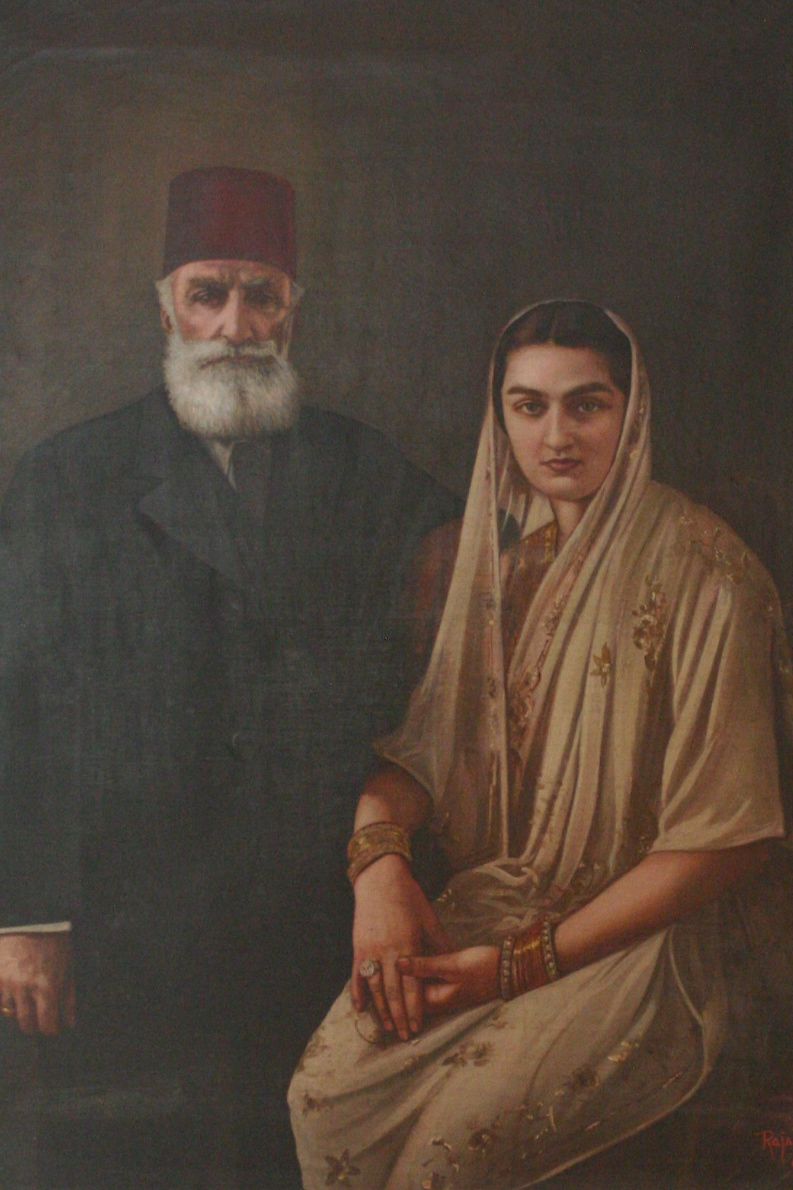
Dürrüşehvar Sultan con suo padre

Benché appartenesse a una dinastia decaduta, da adolescente Dürrüşehvar divenne talmente bella da attirare numerosi pretendenti di alto rango. Entro il 1930 sia lo Shah di Persia, Reza Pahlavi, che il re di Egitto e Sudan, Fuad I, la chiesero come moglie per i loro eredi, rispettivamente il principe Mohammed Reza Pahlavi e il principe Faruq. Venne chiesta in sposa anche da un suo cugino, Şehzade Mehmed Abid, figlio del defunto sultano Abdülhamid II. Suo padre Abdülmecid rifiutò però tutte le proposte, ufficialmente perché considerava la sedicenne Dürrüşehvar troppo giovane per sposarsi, ma in realtà perché aveva già pianificato di darla in sposa ad Azam Jah (1907-1970), figlio maggiore del loro benefattore, il Nizam indiano Osman Asaf Jah.

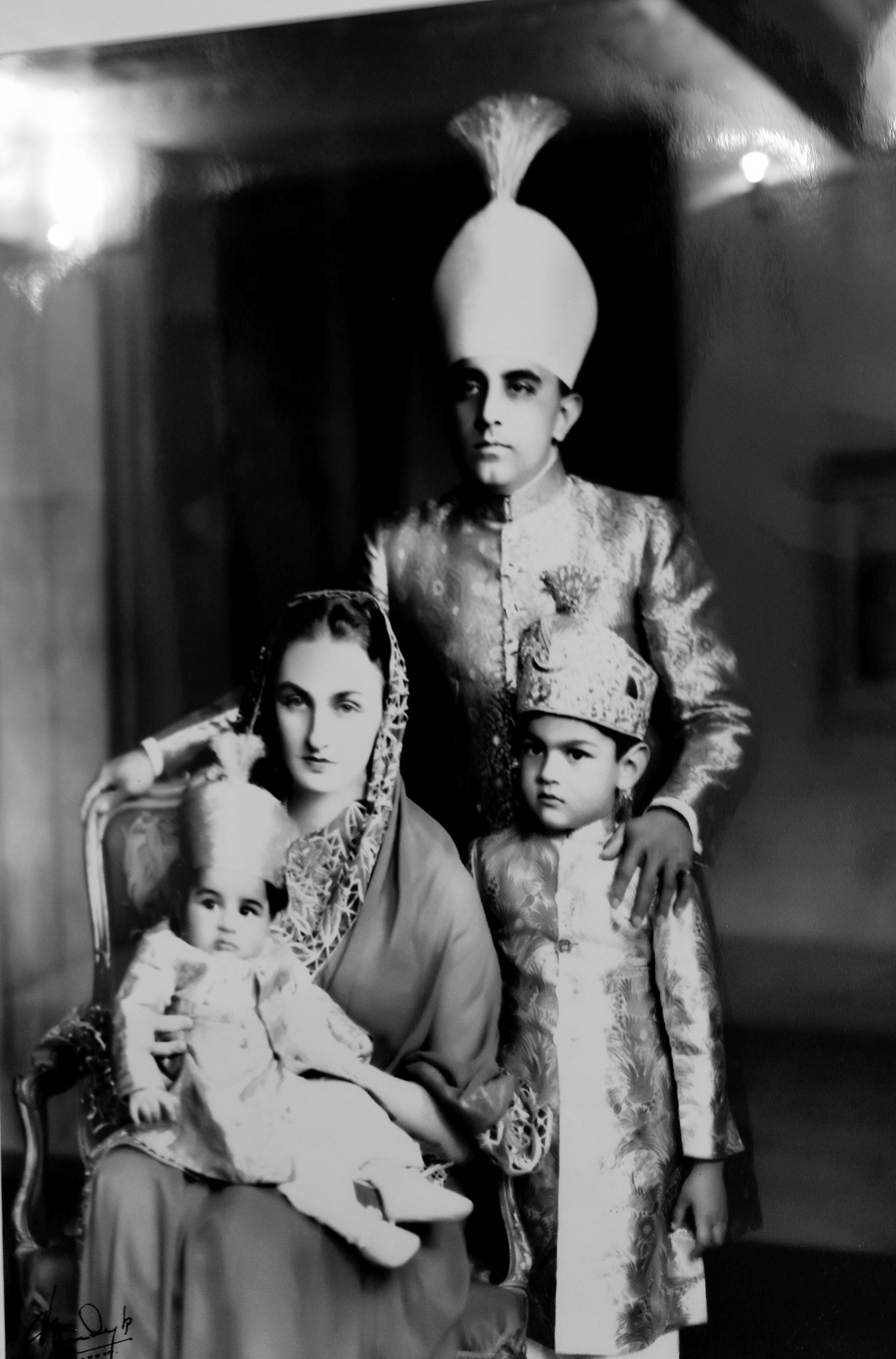
Dürrüşehvar Sultan con suo marito e i loro due figli (1939-1940)

Le motivazioni della scelta erano principalmente economiche, e proprio per questo inizialmente la trattativa rischiò di fallire, perché il mahr di 50.000 sterline richiesto da Abdülmecid fu giudicato eccessivo dal Nizam. La situazione si risolse quando il mediatore, Shaukat Ali, propose di includere nell'accordo, senza rialzi del mahr, anche una seconda principessa ottomana come sposa per il figlio minore del Nizam, Moazzam Jah. Entrambe le parti accettarono e come seconda sposa fu selezionata Mahpeyker Hanımsultan, una lontana cugina di Dürrüşehvar. Tuttavia, quando i due principi indiani si recarono in Francia per conoscere le promesse spose, il principe ottomano Şehzade Osman Fuad, con l'aiuto della moglie Kerime Hanim e della sorellastra Adile Sultan, fece in modo che Moazzam incontrasse invece Nilüfer Hanımsultan, figlia della stessa Adile. Nilüfer era talmente bella che il principe se ne innamorò all'istante, procedendo subito a rompere il fidanzamento con Mahpeyker per sposare invece lei. 
Il matrimonio di Dürrüşehvar, insieme a quello di Nilüfer, venne celebrato il 12 novembre 1931 a villa Carabacel, a Nizza, e officiato da Mehmed Şerif Pasha, marito di Emine Sultan, sorellastra di Abdülmecid II. In quell'occasione, Dürrüşehvar ricevette in dono una tiara di diamanti da sua zia Nazime Sultan. I due principi indiani, arrivati da Londra, soggiornarono all'Hotel Negresco. Dürrüşehvar aveva all'epoca 17 anni. Dopo la cerimonia religiosa il rito civile fu portato a termine al consolato britannico, dove venne firmato un contratto che garantiva a Dürrüşehvar, in caso di divorzio o vedovanza, un risarcimento di 200.000 dollari.
Il doppio matrimonio fu seguito con attenzione dalla stampa, che pubblicò numerose foto con titoli del tipo Le mille e una notte o Il matrimonio mussulmano.
Le due coppie passarono la luna di miele a Venezia e il 12 dicembre salparono per l'India a bordo del transatlantico Pilsna. Insieme a loro andarono anche le loro madri e un'ostetrica francese. Sulla stessa nave viaggiava anche il Mahatma Gandhi, di ritorno in India dopo la Seconda Conferenza della Tavola Rotonda a Londra. Il Mahatma fece conoscenza con le principesse e insegnò loro a indossare il sari, l'etichetta prevista davanti al Nizam e altre cose utili sulla cultura indiana.
Sbarcati a Bombay, proseguirono in treno privato per Hyderabad, dove ricevettero un'accoglienza sontuosa. Dopo un lussuoso banchetto il 4 gennaio 1932 a Palazzo Chowmahalla, le due coppie si stabilirono nei loro palazzi. Dürrüşehvar e suo marito ricevettero il Palazzo di Bella Vista.
Con il matrimonio, Dürrüşehvar assunse la trascrizione indiana del suo nome e la relativa titolatura, concessale dal suocero, divenendo nota come la principessa Durru Shehvar Durdana Begum Sahiba, principessa di Berar. 
Dürrüşehvar era più alta di suo marito, cosa che suo suocero, il Nizam, sembrava trovare molto divertente, tanto da non mancare mai di sottolinearlo agli ospiti.
Anche se il matrimonio portò alla nascita di due figli in cinque anni, non fu felice. Mentre il marito di Nilüfer l'adorava e le era fedele, quello di Dürrüşehvar intrattenne fin da subito un numeroso harem di concubine, cosa di cui Dürrüşehvar sapeva, pur comportandosi sempre con grande dignità. L'infedeltà del marito era ancora più grave a causa del fatto che, nella cultura ottomana, i mariti di principesse erano gli unici uomini sunniti a cui non era permesso avere concubine.
Alla fine, intorno al 1954, Dürrüşehvar e Azam Jah divorziarono. Dürrüşehvar, che conservò il titolo di principessa di Berar, rimase a Hyderabad per qualche tempo, per poi trasferirsi a Londra, dove visse a Hyderabad House, nei giardini di Kensington Palace, mentre sia madre, che in quelli anni era rimasta in India con lei, si riunì ad Abdülmecid. Dopo che l'esilio per le principesse ottomane fu revocato nel 1952, visitò spesso la Turchia, soggiornando da Mahpeyker Hanımsultan o da sua nipote Hanzade Sultan, figlia del suo fratellastro. Il suo ex marito morì il 9 ottobre 1970.

### Principessa di Berar

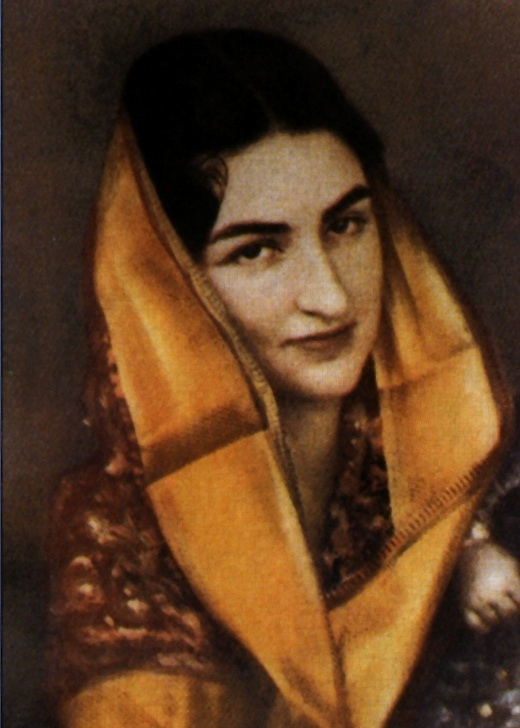
Dürrüşehvar Sultan, principessa di Berar

Dürrüşehvar e sua cugina Nilüfer, istruite alla maniera occidentale e molto sofisticate, portarono una ventata di novità alla corte indiana, che ispirò le altre donne della famiglia e dell'India. Dürrüşehvar era una donna istruita e colta, che parlava ben quattro lingue, turco, inglese, francese e urdu, e aveva talento per la pittura e la poesia. Invece di restare confinata nella zenana, assunse un ruolo pubblico più simile a quello delle nobili europee.
Fondò un college femminile a suo nome e un ospedale, l'Osmanie General Hospital. Il 4 novembre 1936 posò la prima pietra dell'aeroporto Begumpet, e nel 1939 inaugurò anche i college di Ajmal Khan Tibbiya e Aligarh Muslim University. Insieme a sua cugina Nilüfer si fece promotrice della causa dell'istruzione e dell'emancipazione femminile. A sorpresa, furono pienamente appoggiate da Nizam, che le adorava entrambe e le considerava i "gioielli del palazzo": le incoraggiò a praticare sport come il tennis e l'equitazione, permise loro di imparare a guidare e le mandò in Europa perché ampliassero le loro prospettive e riportassero pezzi d'arte occidentale per decorare i loro palazzi.
Secondo Rani Kumudini Devi, Dürrüşehvar rinnovò i circoli sociali di Hyderabad con la sua bellezza, il suo fascino e il suo stile, oltre che con la sua libertà, e anche dopo che lasciarono l'India furono ricordate come due grandi donne, filantrope e icone di bellezza e socialità.
Il 6 maggio 1935 lei e suo marito rappresentarono Hyderabad a Londra, per la cerimonia del venticinquesimo anniversario di regno di Giorgio V. Due anni dopo, il 12 maggio, presero parte all'incoronazione di Giorgio VI e della regina Elisabetta. In quell'occasione, fu fotografata per la prima volta dal celebre fotografo reale Cecil Beaton, che in seguito la fotografò numerose altre volte, nel suo palazzo in India nel 1944 e poi in Francia nel 1965. Il 23 giugno 1937, accompagnò il marito a porre la prima pietra di una nuova moschea a Kensington ed era a Ranelagh, a Parigi, per vedere Bhopal vincere la Ranelagh Open Polo Cup.
Philip Mason, funzionario britannico in India, la descrisse così: "era una figura imponente, dai bellissimi lineamenti, con la pelle chiara e dai capelli ramati. Nessuno poteva ignorarla o non apprezzarla. Era sempre regale, in una maniera viscerale e indefinibile, e ho sempre avuto l'impressione che, se il destino lo avesse voluto, sarebbe potuta essere una delle più grandi regine del mondo".

### Ultimi anni e morte

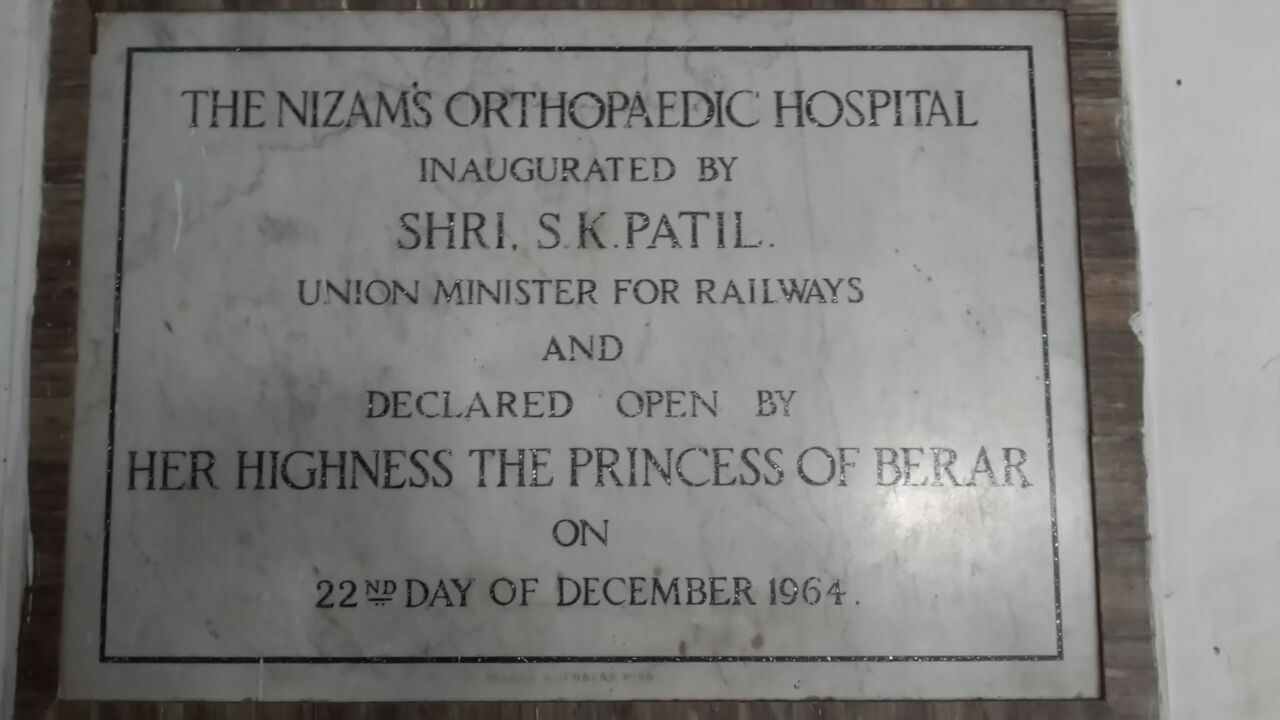
Targa in onore dell'inaugurazione dell'ospedale Nizam da parte di Dürrüşehvar Sultan

Anche dopo il divorzio, Dürrüşehvar fece tutto il possibile per restare vicina ai suoi figli. Si assicurò che avessero la migliore istruzione possibile e che fosse di matrice occidentale, come la sua, scegliendo per loro l'Eton College di Londra. Scelse anche per loro delle spose turche. Influenzò il Nizam perché dichiarasse il suo primogenito, Mukarram Jah, erede al trono, e lo nominasse aiutante di campo del ministro Jawaharlal Nehru. La popolarità di Dürrüşehvar in India non diminuì mai e ogni volta che tornava a Hyderabad si riunivano enormi folle solo per vederla passare.
Nel 1944 il padre di Dürrüşehvar morì e il governo turco rifiutò la sua richiesta di essere sepolto in terra turca. Dürrüşehvar, sconvolta, chiese aiutò a Nilüfer per trovare un luogo sunnita dove seppellire suo padre. Dopo che il corpo del califfo rimase inumato in una moschea di Parigi per dieci anni, Nilüfer, tramite i suoi contatti, riuscì a ottenere dal re Sa'ud dell'Arabia Saudita il permesso di seppellire il califfo ad al-Baqi, a Medina.
Nel 1938 sponsorizzò l'apertura del Durru Shehvar Children's & General Hospital. Nel 1990, insieme a suo figlio minore Mufakkham Jah e a sua moglie Esin partecipò alla cena di Durban in onore del 400º anniversario della fondazione di Hyderabad.
Dürrüşehvar visitò Hyderabad per l'ultima volta nel 2004, e morì il 7 febbraio 2006 a Londra, all'età di 92 anni, affiancata dai suoi due figli. Alcuni anni prima, ancora amareggiata per il rifiuto di accettare il corpo di suo padre, aveva rifiutato l'offerta del governo turco di essere sepolta a Istanbul, e venne quindi sepolta nel Cimitero di Brookwood, a Londra.
Alla sua morte, il Telegraph pubblicò un necrologio in cui raccontò: "C'è stata un'occasione in cui stava pranzando con un'amica nell'Oxfordshire, della quale era ospite anche la principessa Margaret. Il tempo era inclemente ed entrambe le principesse furono invitate a piantare cedri del Libano. La principessa Margaret alla fine lo fece - con riluttanza - mentre la principessa di Berar svolse il suo dovere con la sua consueta tranquilla dignità. Oggi l'albero della principessa Margaret fatica, mentre quello della principessa di Berar prospera".

## Discendenza
Dal suo matrimonio, Dürrüşehvar Sultan ebbe due figli:
- Sultanzade Mukarram Asaf Jah (Palazzo Hilafet, Nizza, 6 ottobre 1933 - Istanbul, 15 gennaio 2023[33]). Ha avuto cinque mogli, tre figli e tre figlie:
  - Esra Birgin (n.1936). Nobildonna turca, si sposarono nel 1959. Divorziarono nel 1974, quando Esra non volle trasferirsi in Australia col marito. Da lei ebbe un figlio e una figlia: 
    - Azmat Jah (n. 1960). Ha sposato Zeynep Naz Guvendiren e ha un figlio, Murat Jah.
    - Sahebzadi Shehkyar Unisa Begum (n. 1964). Nubile e senza figli.

  - Helen Simmons (1949-1989). Assistente di volo e inviata della BBC. Si sposarono nel 1979 e lei si convertì all'Islam, col nome Aysha. Da lei ebbe due figli:
    - Alexander Azam Jah (n. 1979)
    - Mohammod Azam Jah (1984-2004). Morto per overdose.

  - Manolya Onur (1954-2017). Ex Miss Turchia, si sposarono nel 1992 e divorziarono nel 1997. Da lei ebbe una figlia:
    - Sahebzadi Niloufer Elif Jah Unisa Begum (n. 1992)

  - Jameela Boularous (n. 1972). Mukarram la sposò nel 1992, pochi mesi dopo le nozze con Manolya, passando quindi dalla monogamia alla poligamia. Da lei ebbe una figlia:
    - Sahebzadi Zairin Unisa Begum (n. 1994)

  - Ayesha Orchedi (n. 1959), principessa turca. Si sposarono nel 1994 e lei divenne la sua terza co-moglie. Da lei non ebbe figli.
- Sultanzade Muffakham Asaf Jah (Palazzo Hilafet, Nizza, 27 febbraio 1939). Ha una moglie e due figli:
  - Esin Incealemdaroglu, principessa turca. Hanno avuto due figli:
    - Rafat Jah
    - Farhat Jah

## Onorificenze
Dürrüşehvar Sultan fu insignita della seguente onorificenza:
- Ordine della Casa di Osman